# DB Class V 200
DB Baureihe V 200.0 (с 1968 года — Baureihe (BR) 220) — западногерманский магистральный тепловоз. Разрабатывался как пассажирский, в ходе разработки добавилось требование пригодности также к грузовым перевозкам. Выпускался в 1953 (пять опытных машин), 1956-1957 (первая серийная партия) и 1959 (вторая серийная партия) годах.

## История

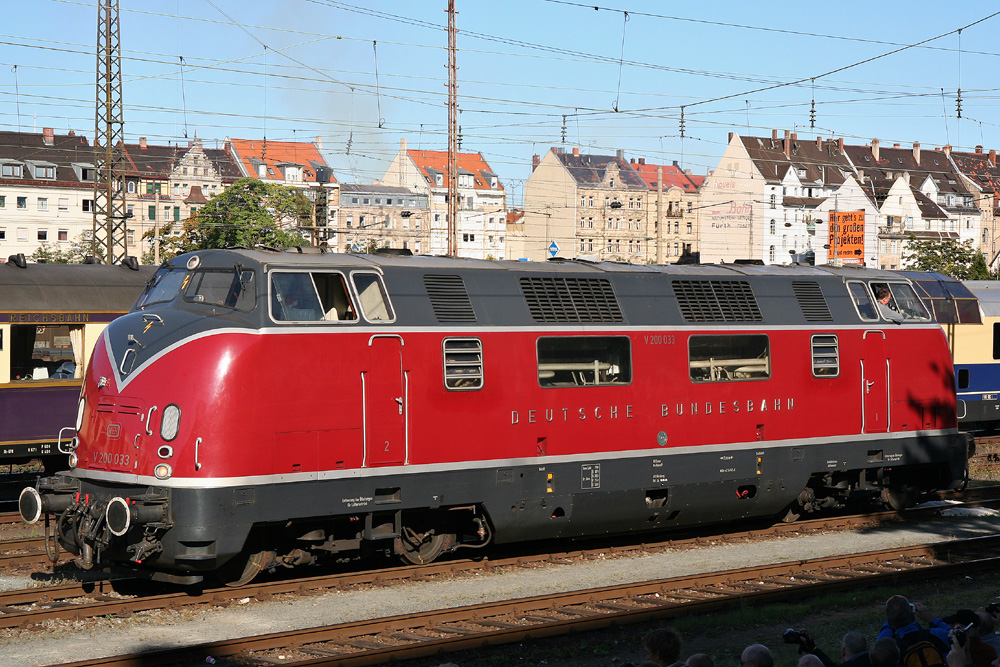
V200 в Фюрте.

Первый V 200, имевший порядковый номер 001, был построен в 1953 году заводом Krauss-Maffei. 20 локомотивов (V 200 с 006 по 025) были выпущены фирмой MaK, oстальные 61 фирмой Krauss-Maffei.

## Эксплуатация
Данные локомотивы эксплуатировались в Германии с 1953 по 1984 годы. После 1984 года несколько списанных экземпляров было продано в Швейцарию и Италию.

## В культуре
- В игре «Railroads!» DB Class V 200 в классической окраске присутствует под названием V200 B-B. Также его мельком можно увидеть в «Rail Simulator'е».